# Lothar Christian Munder
Lothar Christian Munder (* 21. Juli 1962 in São Paulo) ist ein ehemaliger brasilianischer Skirennläufer. Er startete als Allrounder in allen Disziplinen.

## Karriere
Munder war Teil der ersten brasilianischen Mannschaft, die an Olympischen Winterspielen teilnahm. 1992 in Albertville erreichte er als bestes Ergebnis den 41. Platz in der Abfahrt.
Am 5. Dezember 1992 gab er sein Weltcupdebüt bei der Abfahrt von Val-d’Isère, wobei er mit Platz 60 die Punkteränge deutlich verpasste.
Munder nahm insgesamt an fünf Weltmeisterschaften teil, wobei er sein bestes Ergebnis 1987 in Crans-Montana erzielte. Er belegte Platz 31 in der Kombination.
Sein letztes internationales Rennen bestritt er bei den Olympischen Winterspielen 1994 in Lillehammer, wo er den 50. und letzten Platz in der Abfahrt belegte. 1996 war er zu einem Start bei einem FIS-Rennen in Breckenridge gemeldet, trat jedoch nicht an.

## Erfolge

### Olympische Winterspiele
- Albertville 1992: 41. Abfahrt, 54. Super-G
- Lillehammer 1994: 50. Abfahrt

### Weltmeisterschaften
- Bormio 1985: 48. Abfahrt, DNF Riesenslalom, DNS Slalom
- Crans-Montana 1987: 31. Alpine Kombination, 47. Abfahrt
- Vail 1989: 35. Kombination, 42. Abfahrt, 73. Super-G, 54. Riesenslalom,
- Saalbach-Hinterglemm 1991: 33. Kombination, 46. Super-G, 53. Abfahrt, 56. Riesenslalom
- Morioka 1993: 41. Alpine Kombination, DNF Riesenslalom, DNS Slalom